# Geomorfologia Poznania

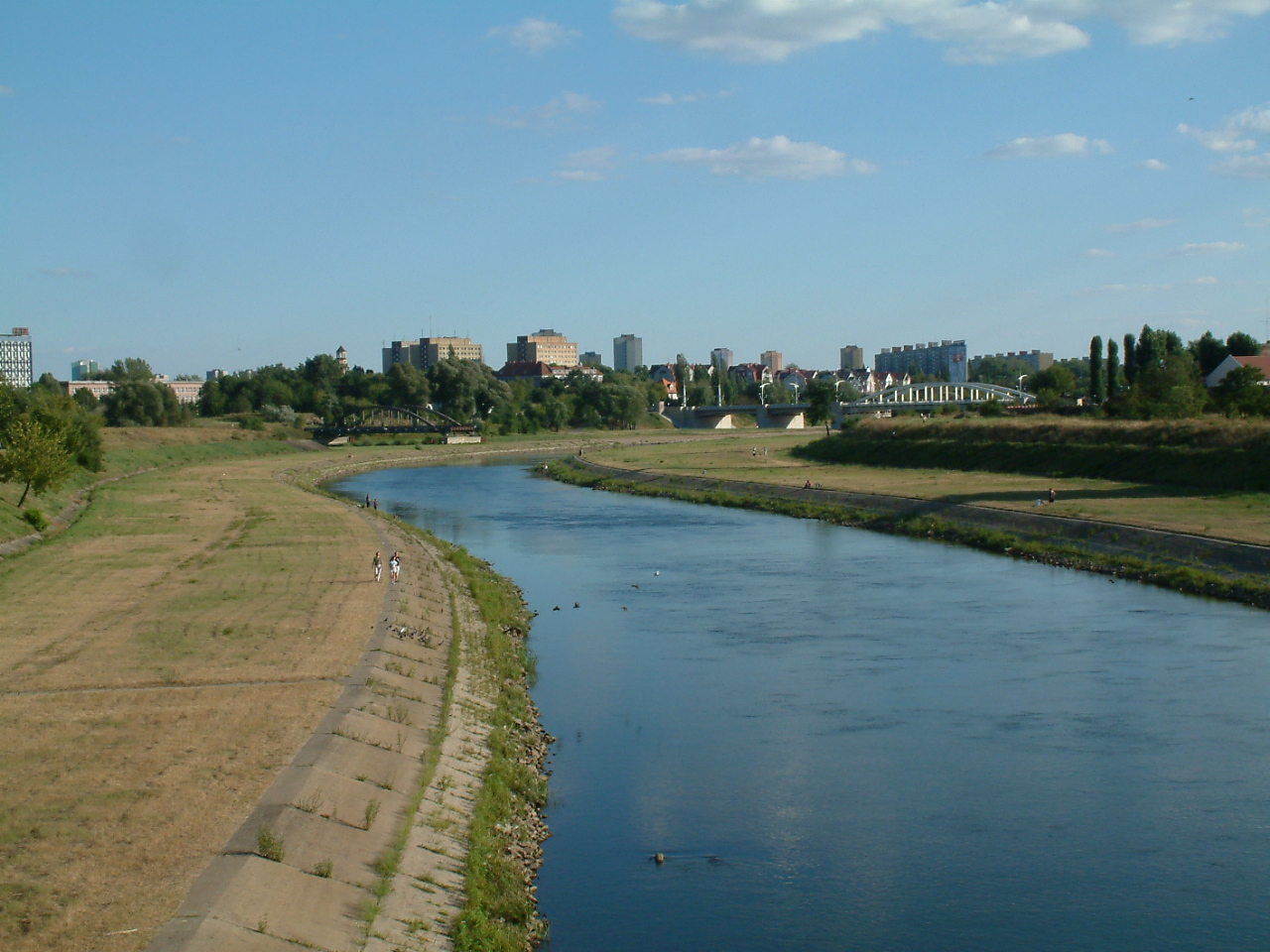
Warta w Poznaniu

Miasto leży w makroregionie Pojezierza Wielkopolskiego. Najstarsza część miasta znajduje się na dnie zorientowanego wzdłuż osi północ-południe Poznańskiego Przełomu Warty. Dolina ma szerokość w tym miejscu od 1,5 km do 4 km. Od wschodu zamyka ją Wysoczyzna Gnieźnieńska, a od zachodu Wysoczyzna Poznańska. Obie wznoszą się do wysokości 80 m n.p.m. Dolina na terenie miasta przecina pagórki wału moreny czołowej stadiału poznańskiego. 
Najwyżej położonym punktem miasta jest Góra Moraska - 154 m n.p.m. Różnica poziomów między jej szczytem a leżącym w odległości 5 km brzegiem Warty wynosi ok. 100 m jest bardzo znacząca jak na tereny nizinne.

## Terasy Warty
W dolinie wyróżnia się siedem teras:
- terasa I – (terasa zalewowa) wysokość ok. 53 m n.p.m. (wys. względna do 3 m nad średnim poziomem rzeki). Zajmuje dno doliny o szerokości 800 m, znajduje się zarówno na prawym jak i na lewym brzegu. Jej dno stanowią piaski, żwiry i inne osady rzeczne. Obecnie znacznie podwyższona przez nasypy budowane od średniowiecza. Leży na niej Ostrów Tumski z Zagórzem oraz Śródka na prawym brzegu i Chwaliszewo, Grobla i Piaski na lewym.
- terasa II – wysokość 55–57 m n.p.m. (wys. względna od 5 m do 7 m nad średnim poziomem rzeki). Zachowana w niewielkim fragmencie, na południe od doliny Bogdanki. Na leżącej na lewym brzegu Przemysł I lokował miasto w 1253.
- terasa III – wys. względna 8 m do 9 m nad średnim poziomem rzeki. Występuje fragmentarycznie na prawym brzegu Warty, na północ od doliny Głównej.
- terasa IV – wysokość 62,5 – 66,5 m n.p.m. (średnio 10 m do 14 m nad średnim poziomem rzeki), jej dno stanowi glina zwałowa. Powstały na niej Rataje i Komandoria
- terasa V – wysokość względem średniego poziomu rzeki 15 m do 16 m. Występuje bardzo sporadycznie, w północnej części doliny.
- terasa VI – wysokość ok. 70 m n.p.m. (wys. względna 17 m do 20 m nad średnim poziomem rzeki), zachowana w niewielkim fragmencie na prawym brzegu między doliną Cybiny a Starołęką.
- terasa VII – wysokość 71–73 m n.p.m. (wys. względna 19 m do 20 m nad średnim poziomem rzeki), szerokość 1 km – 2 km, zaś spadek 5‰ na brzegu prawym i 7‰ na lewym. Od niższych poziomów oddzielał ją niegdyś ostry próg, lecz podczas prac ziemnych prowadzonych podczas rozbudowy miasta został on silnie złagodzony, jej dno stanowi glina zwałowa. W śródmieściu obejmuje obszar między placem Wolności a Dworcem Głównym PKP. Na niej leżą dzielnice: Wilda, Starołęka, Naramowice i część Śródmieścia.

## Dopływy Warty
Na terenie miasta zaznaczają się również głębokie doliny dopływów Warty. Ogółem przez Poznań przepływa około 100 cieków wodnych o łącznej długości około 200 km z czego 22 km przypada na Wartę. Wszystkie są pozaklasowe.
Na lewym brzegu biegną one wzdłuż osi NW–SE i są to, idąc od południa: Wirynka, Strumień Junikowski (8,4 km w mieście), Bogdanka (9 km w mieście, jest to największy lewobrzeżny dopływ na terenie Poznania, w jej przedłużeniu znajduje się rynnowe Jezioro Kierskie, a w samej dolinie zaporowe Jezioro Rusałka) i Różany Potok. Na stokach doliny Bogdanki rozlokowały się dzielnice Sołacz i leżące poniżej Jeżyce, samo zaś dno doliny zajmują parki Adama Wodziczki, Sołacki i kompleks leśny Woli.
Na brzegu prawym przebieg dolin wytycza oś NE–SW, są one stosunkowo szerokie i silnie zabagnione lub zajęte przez jeziora (np. Cybina przepływa przez jez. Swarzędzkie), lecz w pobliżu ujścia silnie się zwężają i pogłębiają (Cybina wrzyna się w IV terasę na 12 m, a spadek wynosi do 10‰. Dopływami (od południa) są: Kopel, Cybina (9 km w mieście, największa z nich, w jej dolnym odcinku powstało zaporowe jezioro Maltańskie, powyżej którego dolinę zajmuje klin zieleni o charakterze parkowym i leśnym obejmujący między innymi Nowe ZOO), Główna (6 km w mieście), Głuszynka (7 km w mieście) oraz Struga Koźlanka.
Liczne dopływy i podział głównego nurtu Warty na wiele odnóg (do dziś zachowały się dwie obejmujące wyspę Ostrów Tumski, lecz kiedyś takie dzielnice jak: Piaski, Czartoria, Chwaliszewo czy Rybaki stanowiły osobne wyspy. Te zmiany zachodziły zarówno ze względu na naturalne procesy meandrowania rzeki, ale również, a nawet przede wszystkim wskutek prowadzonych prac hydrologicznych) tworzyły izolowane fragmenty wyższych teras tworząc tzw. "góry". Do dziś zachowała się Góra Przemysła i wzgórze św. Wojciecha, a zniwelowano Muszą Górę (teren obecnego pl. Wolności) i górę św. Marcina (pozostałością po niej jest silne opadanie ul. św. Marcin na wschód za kościołem i dużo słabsze na zachód).

### Użytkowanie gruntów
- Tereny zabudowane zajmują 106,69 km² co stanowi 41% powierzchni miasta[3].
- Tereny zielone zajmują 72 km² co stanowi 27% powierzchni miasta. Z tej liczby 52% to lasy[3]. Formują one cztery, wspomniane już wyżej, kliny zieleni: golęciński (w dolinie Bogdanki), cybiński (w dolinie Cybiny), naramowicki (w północnej części lewobrzeżnego Poznania, w dolinie Warty i Różanego Potoku) oraz dębiński (w południowej części miasta, na lewym brzegu Warty). W obrębie miasta znajdują się dwa rezerwaty oraz 20 obszarów przyrodniczo cennych.
- Grunty wykorzystywane rolniczo zajmują 57,6 km² co stanowi 21,6% powierzchni miasta. Są to grunty o IV – VI klasie[3].